# Яков Стобийски
Яков Стобийски (на македонска литературна норма: Јаков Полјански) е духовник на Македонската православна църква, стобийски епископ, викарий на Струмишката митрополия от 2018 година.

## Биография
Роден е на 23 ноември 1983 година в Куманово със светското име Мирослав Милчевски (Мирослав Милчевски).
В 2004 година пристига в Струмица като послушник. Замонашен е в 2005 година от митрополит Наум Струмишки, във Водочкия манастир.
От 2010 година е старейшина на манастирското братство в манастира „Свети Антоний и свети великомъченик Георгий“ в Ново село. В 2017 година е произведен в архимандрит в храма „Свети Григорий Палама и свети Димитрий Солунски“, Струмица.
В 2018 година завършва Богословския факултет на Скопския университет.
На 29 септември 2018 година Светият синод на МПЦ го избира за полянски епископ. Наречението му е извършено на 24 ноември 2018 година в манастирската църква „Свети Петнадесет тивериополски мъченици“ в Струмица. На 25 ноември 2018 година в католикона на Водочкия манастир е ръкоположен за полянски епископ, викарий на струмишкия митрополит. Ръкополагането е извършено от архиепископ Стефан Охридски и Македонски в съслужение с всички владици на МПЦ в присъствието на премиера Зоран Заев, вътрешния министър Оливер Спасовски и градоначалниците на Струмица и Дойран, Коста Яневски и Анго Ангов. Яков Полянски става тринадесетият член на Светия синод на МПЦ.
В 2019 година титлата му е сменена на стобийски епископ.